# Devils in Heaven
Devils in Heaven – australijski zespół rockowy, funkcjonujący w latach 1986–1993, pierwotnie pod nazwą Dinner Time.

## Historia
Zespół został założony w 1986 roku. Pierwotnie funkcjonował pod nazwą Dinner Time. Zespół tworzyli Phil Crothers, Dave Whitney, Matt Shield i Nelson Tabe. Początkowo grupa udzielała koncertów w różnych miejscowościach wschodniego wybrzeża Australii, aby w 1989 roku przenieść się do Sydney; w tym okresie zmieniono również nazwę na Devils in Heaven. W 1991 roku zespół wygrał program Star Search, gwarantując sobie tym samym podpisanie kontraktu z Sony Music. W ramach umowy zespół nagrał singel „Say a Prayer (One Departed)”, dk którego zrealizowano również teledysk. Utwór ten był notowany na australijskiej liście przebojów. W marcu 1993 roku ukazał się drugi singel grupy, pt. „Liberation”. Z uwagi na rosnącą popularność muzyki grunge żadna australijska wytwórnia nie była zainteresowana współpracą z zespołem i z tego powodu jego członkowie jeszcze w 1993 roku zadecydowali o jego rozwiązaniu. W 2021 roku nakładem wytwórni AOR Heaven ukazał się album Rise, zawierający materiały z sesji nagraniowych Devils in Heaven.

## Skład zespołu
- Dave Whitney – wokal, gitara
- Matt Shield – gitara basowa
- Nelson Tabe – instrumenty klawiszowe
- Phil Crothers – perkusja

## Dyskografia
- Rise (2021)